# Stazione di Aveiro
La stazione di Aveiro (in portoghese Estação de Aveiro) è la principale stazione ferroviaria di Aveiro, sulla ferrovia del Nord in Portogallo.